# Înfrângerea lui L. Wilkison
Înfrângerea lui L. Wilkison grafiat la momentul lansării Înfrîngerea lui L. Wilkison, (titlul original: în engleză The Violent Men) este un film western american, realizat în 1955 de regizorul Rudolph Maté, protagoniști fiind actorii Glenn Ford, Barbara Stanwyck, Edward G. Robinson, Dianne Foster. 

## Conținut
Fermierul Parrish, fost ofițer în armata Unională, dorind să se mute undeva în est împreună cu logodnica sa Caroline, decide să-și vândă ferma lui Lew Wilkison, un proprietar bogat. Dar acesta oferă lui Parrish o sumă ridicol de mică, preferând să-l forțeze pe Parrish să părăsească regiunea, desfășurând acțiuni de hărțuire pe ferma sa. În plus, soția lui Lew îl înșală pe acesta cu cumnatul ei, Cole, fratele soțului. Cole ordonă asasinarea unuia dintre oamenii lui Parrish, războiul dintre cele două tabere fiind de acum pe față...

## Distribuție
- Glenn Ford – John Parrish
- Barbara Stanwyck – Martha Wilkison
- Edward G. Robinson – Lew Wilkison
- Dianne Foster – Judith Wilkison
- Brian Keith – Cole Wilkison
- May Wynn – Caroline Vail
- Warner Anderson – Jim McCloud
- Basil Ruysdael – Tex Hinkleman
- Lita Milan – Elena
- Richard Jaeckel – Wade Matlock
- James Westerfield – șeriful Magruder
- Jack Kelly – DeRosa
- Willis Bouchey – șeriful Martin Kenner
- Harry Shannon – Purdue